# Электрокаплеструйная технология
Электрокаплеструйная технология — нанесение электрически заряженных капель жидкости на поверхность маркируемого объекта. Струя жидкости вытекает из сопла эмиттера, при этом она электризуется при помощи электростатической индукции. Во время полёта она дробится на капли. Затем с помощью постоянного электростатического поля осуществляется управление их полётом. Электрокаплеструйная технология широко применяется для маркировки материалов, заготовок, деталей, упаковок, пайки и изготовления печатных плат, прецизионного дозирования и программного смешивания жидкостей, растворов и расплавов, дозирования зарядов, нанесения шкал и измерительных меток, прецизионного управления гранулированием в порошковой металлургии, вакуумного напыления материалов и т. д.
В 1981 году Безруковым В. И. защищена первая в СССР кандидатская диссертация по электрокаплеструйным регистрирующим приборам. В 1984 году создана первая в СССР научная группа «ЭКСТ» в Ленинградском институте точной механики и оптики (ЛИТМО).
В будущем на основе технологии был образован инженерный центр «Электрокаплеструйная технология» Санкт-Петербургского института точной механики и оптики, где  директор стал В. И. Безруков. За эту работу В. И. Безруков стал лауреатом Государственной премии Российской Федерации за 1993 год. 